# Bythiospeum pfeifferi
Bythiospeum pfeifferi là một loài đã tuyệt chủng của ốc nước ngọt rất nhỏ có nắp, là động vật thân mềm chân bụng sống dưới nước thuộc họ Hydrobiidae.
Bythiospeum pfeifferi was listed as endangered in the 1996 Sách Đỏ IUCN, but it is considered to be extinct.

## Phân bố
Đây là loài đặc hữu của Áo.